# Ernesto Manuel Campos
Ernesto Manuel Campos (Buenos Aires, 5 de agosto de 1914-Córdoba, 15 de enero de 1987) fue un militar y político argentino. Alcanzó el grado de capitán de navío en la Armada Argentina y ejerció el cargo de gobernador en tres períodos consecutivos de Tierra del Fuego, Argentina, cuando era aún Territorio Nacional. Nació en Buenos Aires el 5 de agosto de 1914. En 1931 ingresó a la Escuela Naval Militar egresando como guardiamarina en 1936.

## Carrera militar
Prestó servicios en el guardacostas Independencia, en el crucero Almirante Browm, en el rastreador Spiro, en el torpedero Córdoba y en el transporte Ushuaia.
Como teniente de navío, se desempeñó en el torpedero Mendoza. Como capitán de corbeta comandó al rastreador Robinson. Fue segundo comandante de la fragata Heroína y comandante del buque tanque Punta Delgada. En 1953, ejerció el mando del torpedero Juan de Garay.
Le fue concedido el retiro efectivo el 1 de julio de 1957 por su solicitud. Como personal retirado en servicio, la Secretaría de Marina lo convocó para desempeñarse como secretario de la Comisión Nacional del Río Bermejo, presidida por el contraalmirante Gregorio Antonio Portillo. Posteriormente estuvo a cargo de la flota petrolera de Yacimientos Petrolíferos Fiscales (YPF).

## Gobernador
En 1943 el presidente de la nación Pedro Pablo Ramírez creó la Gobernación Marítima de Tierra del Fuego; siendo Campos en ese entonces teniente de fragata, fue designado ayudante secretario del gobernador, cargo que ejerció durante los mandatos de Fidel Lorenzo Anadón (1943-1944), Gregorio Antonio Portillo (1944-1946) y Fidel Antonio Degaudenzi (1946-1947).
Durante el desempeño de este cargo recibió la orden de trasladar la lancha rápida ARA Zurubí -necesaria para la comunicación vía marítima de los puertos fueguinos- desde el astillero Río Santiago, ubicado en Ensenada, provincia de Buenos Aires, hasta Ushuaia, misión sumamente dificultosa que llevó a cabo de manera sobresaliente según consta en su legajo. Zarpó desde el río Santiago el 3 de marzo de 1944 con apoyo del remolcador ARA Olco, navegando más de 1500 millas náuticas hasta el canal Beagle donde recaló en la zona de la estancia Harberton para seguir viaje al día siguiente, cuando finalmente atracó en el puerto de Ushuaia el 16 de junio de 1944. El 12 de octubre de 1993 se declaró a la lancha de interés histórico provincial.
En esta época Campos también fue presidente de la comisión de fomento de Ushuaia.
En 1955 el gobierno nacional decreta el restablecimiento del Territorio Nacional de la Tierra del Fuego, Antártida e Islas del Atlántico Sur; el 1 de marzo de 1957 el capitán de fragata Pedro Carlos Florido fue designado para ejercer el cargo de gobernador (el primero bajo este régimen), quien renunció al poco tiempo, reemplazándolo en el cargo su secretario, Ernesto Manuel Campos. El 1 de mayo de 1958, el entonces presidente de la nación Arturo Frondizi, lo nombró gobernador por un período de tres años.

### Períodos de gobierno
- Asumió el cargo el 7 de junio de 1958, finalizando este primer período el 10 de junio de 1961.
- El segundo, inmediatamente posterior al primero, duró hasta el 11 de mayo de 1962. En esa fecha presentó su renuncia debido al golpe de Estado de las Fuerzas Armadas que nombró a José María Guido como presidente.
- Ante la noticia de la renuncia de Campos, la población fueguina envió una solicitud a la presidencia para que sea restituido. Aceptada la petición, el 28 de julio de ese año se inicia el tercer mandato de Campos, que finalizó el 12 de octubre de 1963, fecha en la que nuevamente renuncia al asumir la presidencia el doctor Arturo Umberto Illia luego de las elecciones nacionales del 7 de julio.[2]

### Obra
Contó con el apoyo de muchos funcionarios, entre ellos, el secretario de gobierno, educación y salud pública, Martín Lawrence, nieto de John Lawrence, pionero que se asentó en 1871 en la misión anglicana de Ushuaia.
Algunas de sus obras:
Provisión de supergas (gas envasado) en Ushuaia y zonas aledañas y ampliación del servicio de gas natural en Río Grande. Se extendió la red de surtidores de combustible y la explotación de yacimientos petrolíferos en cercanías de Río Grande. 
Propició y logró que Tierra del Fuego fuera incluida en la Ley del Petróleo Nacional (Ley n.º 14 773), para la percepción de regalías correspondientes a la explotación de hidrocarburos. Se amplió la playa de tanques de combustible de Ushuaia, con el objetivo de lograr que un viaje anual de un buque tanque cubriera las necesidades de la zona.
Se instalaron grupos electrógenos en las dos ciudades y se aumentó la red de alumbrado público[cita requerida]. El gobernador se ocupó del problema de la falta de viviendas, construyendo casas con la ayuda del Banco Hipotecario Nacional. [cita requerida]
Promovió la radicación de capitales y fomentó el turismo; para esto llevó a cabo un plan de difusión en escuelas y centros culturales de Buenos Aires principalmente, mediante conferencias, folletería y exhibiciones de fotografías y películas. También logró que muchas autoridades visitaran Tierra del Fuego: el presidente de la nación Arturo Frondizi, el presidente del Senado José María Guido, ministros, senadores y diputados nacionales y embajadores de varios países.
Se creó el parque nacional Tierra del Fuego.
Construyó hosterías y hoteles: la hostería Kaikén a orillas del lago Fagnano, inaugurada en mayo de 1964, ocho años antes de que se fundara la comuna de Tolhuin a unos 6 km; la hostería Petrel en el lago Escondido, la hostería Alakush en el parque nacional, cercana al lago Roca, y el hotel Albatros en Ushuaia.[cita requerida]
Preservó la zona franca lo que posibilitó la radicación de industrias; se inició la pavimentación de las principales calles ante el incremento en la cantidad de vehículos debido a la liberación impositiva.
Se construyó el hospital regional Ushuaia y se amplió el hospital regional Río Grande.
En comunicaciones: impulsó e inauguró el 10 de agosto de 1961 la primera emisora de radiodifusión, LRA 10 Radio Nacional Ushuaia e islas Malvinas. 
Se  mejoraron las comunicaciones telefónicas, las rutas y caminos y se  estimuló la comunicación marítima de los puertos fueguinos con el continente.
Entre 1971 y 1972 Campos estableció un intercambio constante con los habitantes de las islas Malvinas, agilizó el traslado de enfermos al continente y ayudó a estudiantes isleños que querían continuar sus estudios en Buenos Aires. Desarrolló el proyecto Antares, que consistía en la construcción de una planta de almacenaje de combustible en Puerto Argentino para YPF. Durante su gobierno se concretó el viaje del buque Yapeyú a la Antártida, previa estadía en Ushuaia.
Con respecto al sector agropecuario y forestal, se obtuvo la radicación de una unidad de extensión del Instituto Nacional de Tecnología Agropecuaria (INTA) y se auspició la creación de la Cámara de Industrias Forestales.
En educación: se creó la escuela n.º 5 en la cabecera del lago Fagnano. Logró que el 
Colegio Nacional de Ushuaia comenzara a funcionar en el local del colegio San Benito, de la Congregación de los Sacerdotes Salesianos. Se continuaron las obras de edificación de la escuela José Martí en Ushuaia.
Creó la Delegación Federal Sanitaria con participación de médicos de Buenos Aires. Instaló un centro de salud pública en la zona de los barrios denominados «villagio», en ese entonces muy alejados de la zona céntrica.

## Diputado nacional
Se afilió al Movimiento de Integración y Desarrollo, partido político creado y dirigido por Frondizi.
En 1973 fue elegido diputado por Tierra del Fuego para el período 1973-1977, convirtiéndose en el segundo legislador nacional representante de los fueguinos (la primera había sido la señora Esther Fadul). Presentó numerosos proyectos en beneficio del territorio. Su mandato terminó el 26 de marzo de 1976 cuando se impuso el Proceso de Reorganización Nacional que derrocó a la presidenta María Estela Martínez de Perón.

## Últimos años
Campos se radicó con su familia en Córdoba, donde pasó sus últimos años sobrellevando una enfermedad. Falleció el 15 de enero de 1987 a los 72 años. Sus restos fueron trasladados a Ushuaia tal como él lo había indicado. El velatorio se llevó a cabo en la casa de gobierno, desde donde un grupo de pobladores trasladó el ataúd hasta la iglesia. Fue sepultado en el cementerio de los antiguos pobladores.

## Homenajes
- El 20 de enero de 1987 se designó con su nombre al hospital regional Ushuaia como reconocimiento a los méritos de su gestión.
- El 11 de octubre de 1989 el Honorable Consejo Deliberante de Ushuaia puso su nombre a una calle (ex Colón) como homenaje a su memoria.[8]